# Łośnica
Łośnica (niem. Lasbeck, Kreis Belgard) – wieś w Polsce położona w województwie zachodniopomorskim, w powiecie świdwińskim, w gminie Połczyn-Zdrój.